# Spirit (álbum de Depeche Mode)
Spirit é o décimo quarto álbum de estúdio da banda inglesa Depeche Mode e foi lançado em 17 de março de 2017 pelas gravadoras Mute e Columbia. É o segundo trabalho da banda lançado pela Columbia nos Estados Unidos. Foi anunciado formalmente em 11 de outubro de 2016 no site do grupo e foi seguido por uma turnê pela Europa, começando em maio de 2017 em Estocolmo, na Suécia, e terminando na Romênia ao final de julho.
O álbum foi bem recebido pelos críticos.

## Faixas
| N.º            | Título                            | Duração |  |
| 1.             | "Going Backwards"                 | 5:43    |  |
| 2.             | "Where's the Revolution"          | 4:59    |  |
| 3.             | "The Worst Crime"                 | 3:48    |  |
| 4.             | "Scum"                            | 3:14    |  |
| 5.             | "You Move"                        | 3:50    |  |
| 6.             | "Cover Me"                        | 4:52    |  |
| 7.             | "Eternal"                         | 2:25    |  |
| 8.             | "Poison Heart"                    | 3:17    |  |
| 9.             | "So Much Love"                    | 4:29    |  |
| 10.            | "Poorman"                         | 4:26    |  |
| 11.            | "No More (This Is the Last Time)" | 3:13    |  |
| 12.            | "Fail"                            | 5:07    |  |
| Duração total: | Duração total:                    | 49:23   |  |

## Pessoal
Depeche Mode
- Dave Gahan – vocais principais
- Martin Gore – guitarra elétrica, teclados, vocais
- Andrew Fletcher – teclados, vocais de apoio

Técnico
- James Ford – produção
- Matrixxman – programação
- Brian Lucey – masterização
- Anton Corbijn – arte

## Tabelas musicais
| Paradas (2017)                        | Melhor posição |
| ------------------------------------- | -------------- |
| Alemanha (Offizielle Deutsche Charts) | 1              |
| Austrália (ARIA)                      | 14             |
| Áustria (Ö3 Austria Top 40)           | 1              |
| Bélgica (Ultratop Flandres)           | 2              |
| Bélgica (Ultratop Valônia)            | 1              |
| Canadá (Billboard)                    | 4              |
| República Tcheca (ČNS IFPI)           | 1              |
| Dinamarca (Hitlisten)                 | 4              |
| Escócia (Official Scottish Albums)    | 3              |
| Eslováquia (ČNS IFPI)                 | 1              |
| Espanha (PROMUSICAE)                  | 2              |
| Finlândia (Suomen virallinen lista)   | 5              |
| França (SNEP)                         | 1              |
| Grécia (IFPI Grécia)                  | 4              |
| Irlanda (IRMA)                        | 3              |
| Itália (FIMI)                         | 1              |
| Nova Zelândia (RMNZ)                  | 32             |
| Noruega (VG-lista)                    | 7              |
| Países Baixos (Dutch Charts)          | 4              |
| Polônia (ZPAV)                        | 1              |
| Portugal (AFP)                        | 1              |
| Suécia (Sverigetopplistan)            | 3              |
| Suíça (Schweizer Hitparade)           | 1              |
| Reino Unido (Official Albums Chart)   | 5              |
| Estados Unidos (Billboard 200)        | 5              |
| Estados Unidos (Alternative Albums)   | 1              |
| Estados Unidos (Top Rock Albums)      | 1              |